# Сухое (Новгородская область)
Сухое — деревня в Окуловском муниципальном районе Новгородской области, относится к Угловскому городскому поселению.

## Географическое положение
Деревня Сухое расположена на Валдайской возвышенности, на восточном берегу озера Сухое, в 12 км к югу от Угловки, в 16 км к югу от съезда «Угловка» с М11, в 39 км к юго-востоку от Окуловки.
На противоположном берегу озера Сухое находится деревня Заозерье.

## Население
| 2002 | 2004 | 2010 | 2011 |
| ---- | ---- | ---- | ---- |
| 3    | ↘0   | →0   | ↗6   |

## История
В 1773—1927 деревня Сухое находилась в Валдайском уезде Новгородской губернии. С начала XIX века до 1924 относилась к Сопкинской волости Валдайского уезда.
Отмечена на картах 1788, 1812, 1816, 1826—1840.
В 1908 в деревне Сухое было 46 дворов с 22 дома и населением 108 человек. Имелись часовня, усадьба госпожи Кршивицкой и хлебо-запасной магазин.
Деревня Сухое была центром Суховского сельсовета. В 1954 вошла в состав Селищенского сельсовета.
В 1965 сельсовет был переименован в Званский.
В 2005 деревня Сухое вошла в состав Угловского городского поселения.

## Транспорт
Ближайшая ж/д станция «Селище» — 9,5 км от деревни Сухое.